# Donát Mučedník
Svatý Donát Mučedník byl mučedník uváděný se svatou Agape a svatým Sabinem. Více informací není známo.
Jeho svátek se slaví 25. ledna.